# Protosebasto
Protosebasto (em grego: πρωτοσέβαστος; romaniz.: prōtosebastos; lit. "primeiro sebasto") foi um alto título cortesão bizantino criado pelo imperador Aleixo I Comneno (r. 1081–1118).

## História
Embora o título apareça pela primeira vez em um documento de 1049, onde Domênico I Contarini, o doge de Veneza, usa-o junto com o título de patrício para referir-se a si mesmo, é comumente aceito que foi criado pelo imperador Aleixo I. Foi primeiro conferido a seu irmão Adriano, enquanto outro titular precoce, seu cunhado Miguel Taronita, foi logo elevado ao título ainda mais elevado de panipersebasto. Foi também conferido a Sérgio VI de Nápoles e seu filho, João VI, aproximada na mesma época. Mais tarde, durante o século XII, foi concedido a parentes próximos do imperador, como os filhos de um sebastocrator. No período Paleólogo foi conferido a importantes famílias aristocráticas, como a Tarcaniota, a Raul, etc.
O Livro dos Ofícios de Pseudo-Codino, escrito após meados do século XIV, coloca o protosebasto na décima terceira posição na hierarquia geral após o imperador, entre o grande logóteta e o pincerna. Suas vestimentas cerimoniais compreendiam um chapéu esciádio verde-dourado com bordados de seda, ou um escarânico abobadado numa cor damasco avermelhada decorado com bordado de fios de ouro, com uma representação de vidro pintado do imperador de pé na frente e entronado no verso. Uma rica túnica cabádio de seda também foi utilizada.

## Titulares notáveis
- Adriano Comneno, irmão de Aleixo I
- Aleixo Branas, general
- Aleixo Comneno, sobrinho de Manuel I Comneno (r. 1143–1180), de facto regente em 1180–82
- Constantino Bodino, governante de Dóclea em 1081–1101
- Jorge Muzalon, amigo e ministro chefe de Teodoro II Láscaris
- Creles Estêvão, magnata do Império Sérvio
- João Ducas Camatero, primo e ministro sênior de Manuel I Comneno
- João Comneno, sobrinho de Aleixo I Comneno e governador de Dirráquio
- Miguel Panareto, oficial e historiador do Império de Trebizonda
- Filareto Bracâmio, general